# Chancellor
Pour les articles homonymes, voir Chancellor (homonymie).
Le  chancellor est un cépage de cuve français de raisins noirs.

## Origine et répartition géographique
Le cépage est une obtention de Albert Seibel (1844 - 1936) sur son terrain d'expérimentation près d'Aubenas. L'origine génétique est un croisement des cépages 5.163 Seibel x 880 Seibel. Commercialisé après 1920, le chancellor était le premier hybride en France avec 40 140 hectares en 1955. Au moment du classement des cépages, le chancellor n'a pas été retenu et aujourd'hui il ne reste plus que quelques souches isolées. Actuellement, il est autorisé aux États-Unis et au Canada.
Le chancellor est une hybride avec des parentages de Vitis labrusca, Vitis vinifera, Vitis riparia, Vitis rupestris, Vitis cinerea et Vitis aestivalis.
Le chancellor a servi de géniteur des cépages Breidecker, Chambourcin et Villard noir.

## Caractères ampélographiques
- Feuilles adultes, à 3 lobes, un sinus pétiolaire en lyre fermée, des dents ogivales, étroites, un limbe glabre

## Aptitudes culturales
La maturité est de première époque tardive : 5-6 jours après le chasselas.

## Potentiel technologique
Les grappes sont moyennes et les baies sont de petite taille. La grappe est cylindrique et compacte.
Le cépage est très vigoureux et la production est bonne. Il est assez résistant au mildiou et au froid (voir Canada) mais il craint les gelées printanières. Le chancellor est sensible à l'oïdium.
Il donne de vins riches en couleur mais de faible qualité. Aux États-Unis, il est vinifié en vin rosé. Un vieillissement sous bois rend les vins plus agréables.

## Synonymes
Le chancellor est connu sous le nom de Chancellor Noir, Seibel 7053